# Гланц, Анатолий Франкович
Анатолий Франкович Гланц — русский прозаик, поэт, писатель-фантаст, программист.

## Биография
Анатолий Франкович Гланц родился (1948 г.) и жил в Одессе. С начала 1990-х годов живёт в США, в Нью-Йорке, работает программистом.
Публикации стихов и прозы в печатных и сетевых журналах России, Украины, США, Израиля, Германии: «Химия и Жизнь», «Техника молодежи», «Дети Ра», «Футурум АРТ», «Дерибасовская-Ришельевская», «Крещатик», «Членский Журнал», «Артикль», «Интерпоэзия», на сайтах фантастики. Печатался в литературных сборниках «Перпендикулярный мир» (Москва, 1990), «Вольный город» (Одесса, 1991), «Год поэзии» (Тель-Авив — Москва, 2008) и др.

## Цитаты
Стихи Гланца, читая которые ощущаешь себя стремительно скатывающимся по американским горкам в бездну, перекликаются со стихами обериутов.